# آتامبلوس سوم

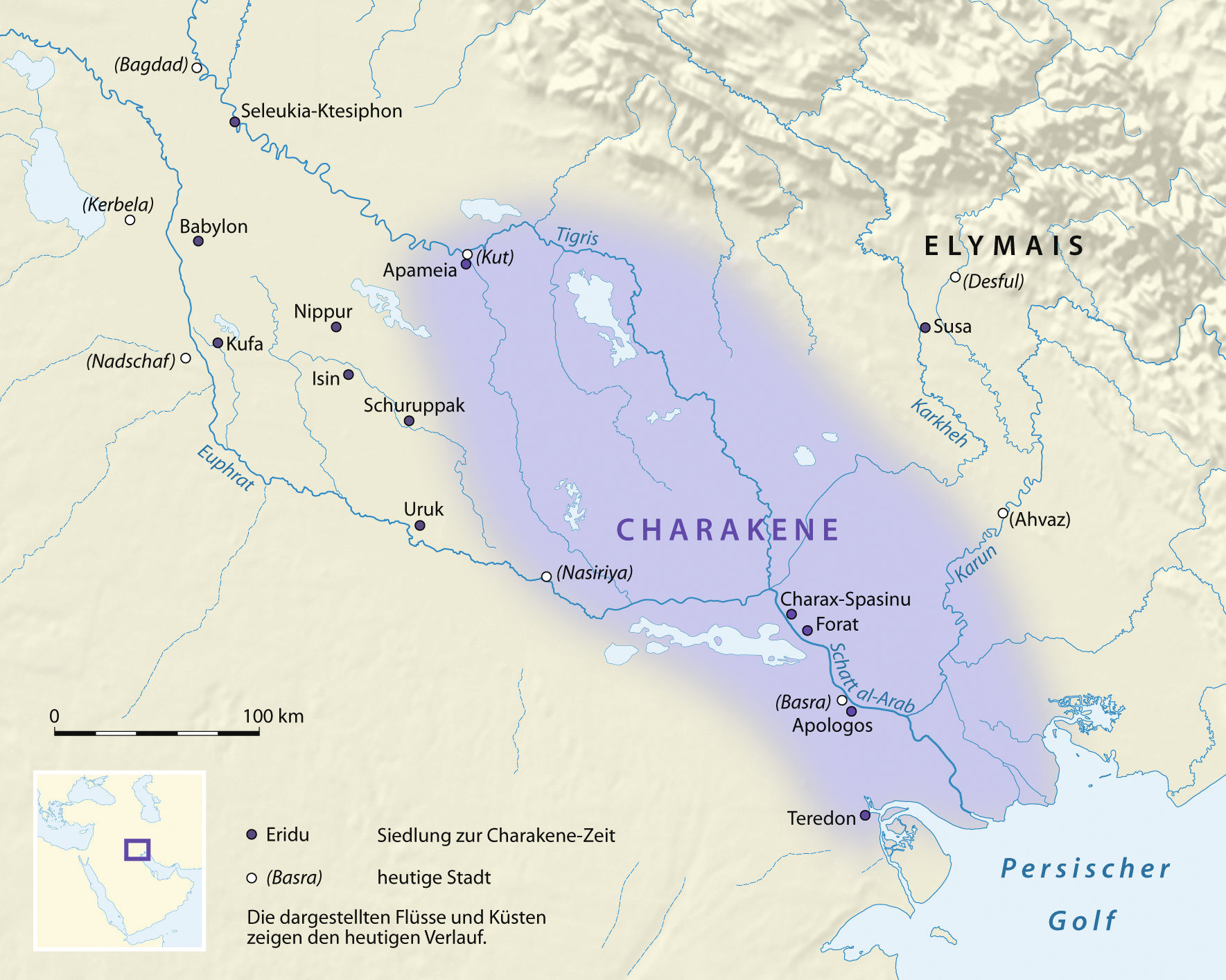
پادشاهی خاراسن.

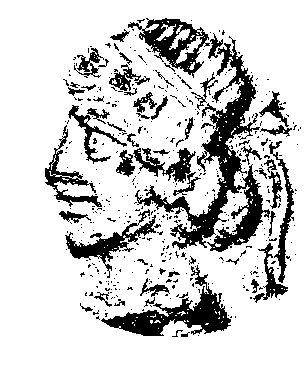
نقاشی آتامبلوس سوم در یکی از تترا دراخمای او.

آتامبلوس سوم یکی از پادشاهان خاراسن بود تقریباً از ۳۷/۳۸ تا ۴۴/۴۵ میلادی حکومت کرد. دوران حکومت او تنها از طریق سکه‌هایی که ضرب کرده، شناخته شده‌است. وجود این سکه‌ها تا سرزمین‌هایی مانند عمان و جنوب شبه‌جزیره عربستان نشان می‌دهد که در دوران حکومت او، خاراسن تجارت گسترده‌ای با سرزمین‌های اطراف داشته‌است.